# 内田俊郎 (政治家)
内田 俊郎（うちだ としろう、1947年8月5日 - ）は、日本の政治家。元茨城県鹿嶋市長（4期）。

## 来歴
獨協大学卒業。鹿島町で米穀と肥料の販売を商う。1986年の鹿島町議会議員補欠選挙で当選。以後、市長選挙に立候補するまで4期務めた。1998年鹿嶋市市制施行（1995年）初の市長選挙に立候補し、元町議と元市職員の2人を破って初当選した。2002年は無投票で再選。2006年に三選。2010年に四選した。市長を4期務め、2014年に退任した。